# 瑞光寺 (大阪市東淀川区)
瑞光寺（ずいこうじ）は、大阪市東淀川区にある臨済宗妙心寺派の仏教寺院。山号は天然山。

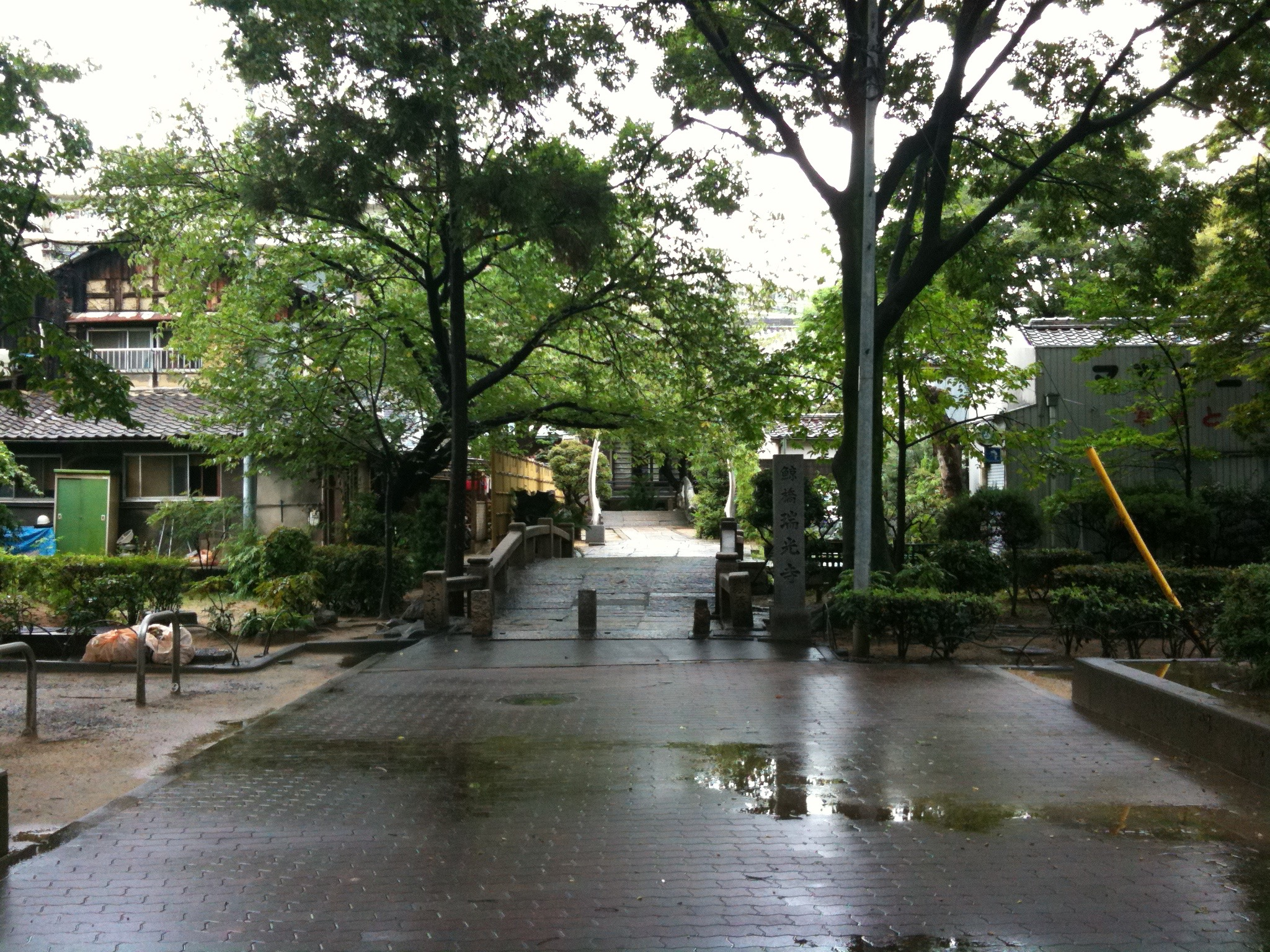
鯨橋瑞光寺

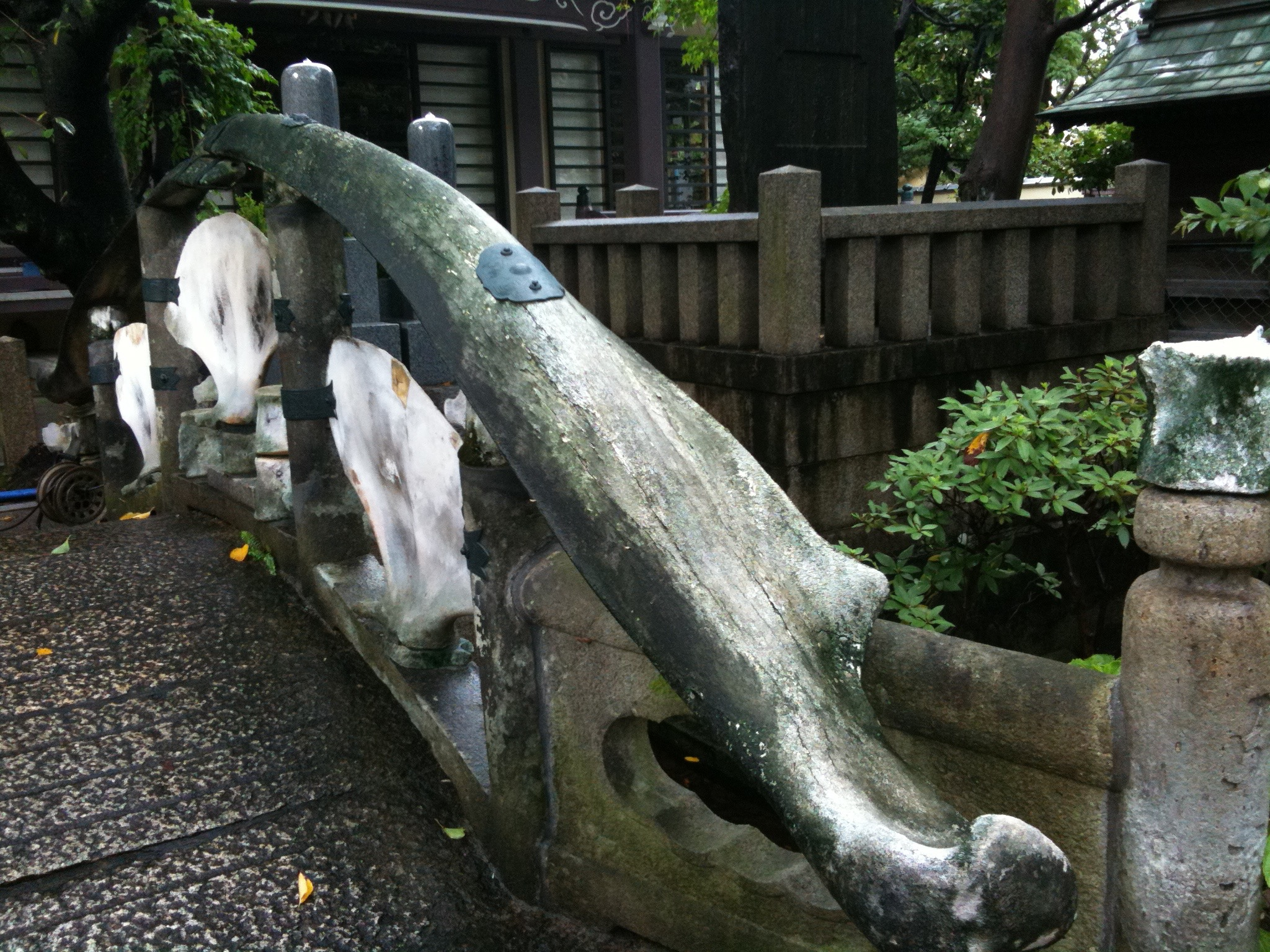
瑞光寺、鯨橋の写真

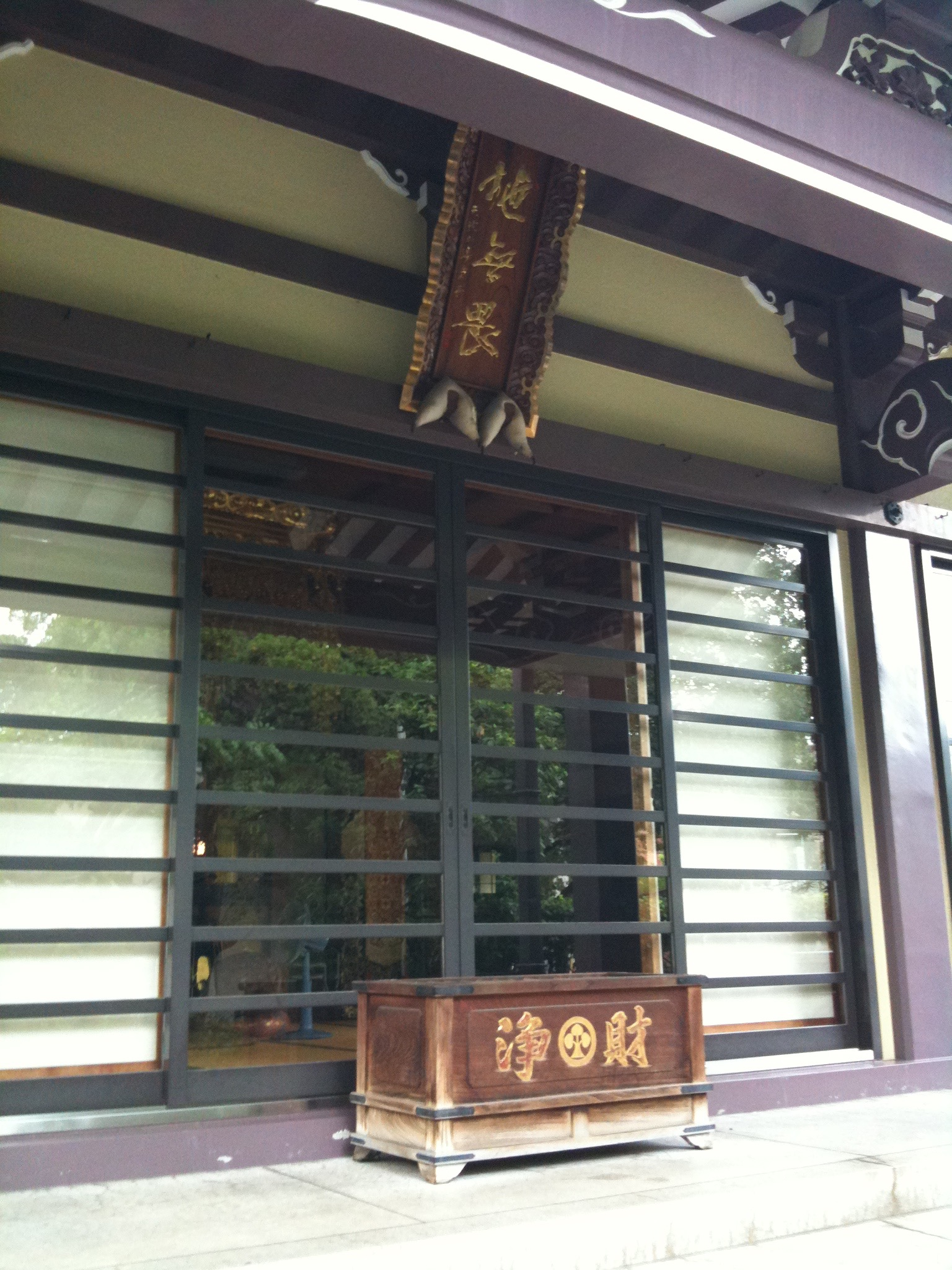
瑞光寺本堂

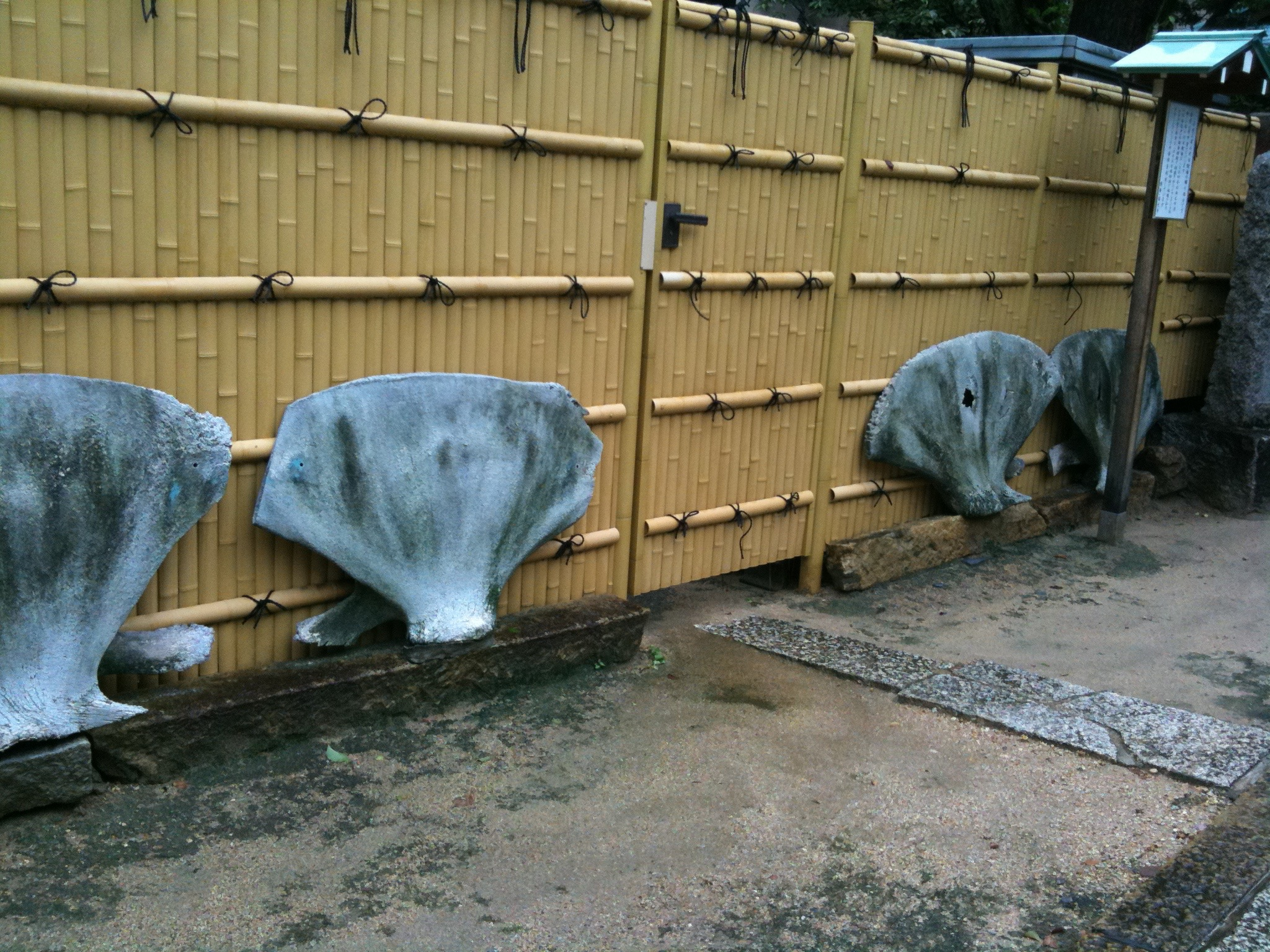
瑞光寺の境内にある鯨の骨

## 歴史
聖徳太子が創建したと伝えられている。建武年間（1334～1336年）の頃に火災により消失したが、1643年（寛永20年）に、天然和尚が寺院名を指月寺と名づけて復興した。その後、1729年（享保14年）に、天然の後を継いだ北禅和尚が、山号を天然山、寺院名を瑞光寺と改めた。1945年（昭和20年）の大空襲による焼失、1984年（昭和59年）の再建を経て現在に至る。

## 文化財
- 雪鯨橋（鯨の骨で作られた橋）

## 所在地・交通
- 大阪府大阪市東淀川区瑞光2丁目2-2
  - 大阪シティバス 瑞光2丁目バス停
  - 阪急京都線 上新庄駅 東へ約500m
  - 地下鉄今里筋線 瑞光四丁目駅 南西へ約700m
  - 地下鉄今里筋線 だいどう豊里駅 北西へ約1km